# Steropleurus brunnerii
Steropleurus brunnerii är en insektsart som först beskrevs av Bolívar, I. 1876-1878.  Steropleurus brunnerii ingår i släktet Steropleurus och familjen vårtbitare. Inga underarter finns listade i Catalogue of Life.